# Історія Ямполя
Ця стаття висвітлює історію Ямполя, міста, розташованого в Вінницькій області центральної України.
| №                 | Період часу                              | Територіальна приналежність |
| ----------------- | ---------------------------------------- | --- |
| 1                 | ХІІІ – перша половина (Н1) ХІV ст.       | Територія, де кочували татарські орди |
| 2                 | Кінець 14 століття                       | Територія майбутнього міста Ямпіль належала великому князю литовському Альгерду (1296 – 1377 рр.)                                                              |
| 3                 | 15 століття                              | Ямпіль входив до Брацлавського воєводства (адміністративна одиниця Великого князівства Литовського).                                                           |
| 4                 | Кінець XVI – перша половина XVII ст.     | Ямпіль з іншими брацлавськими поселеннями став власністю великого коронного гетьмана, польського державного діяча Речі Посполитої Яна Замойського.             |
| 5                 | 1642                                     | Ямпіль став власністю хорунжого великого коронного Речі Посполитої Олександра Конєцпольського (1620-1659)                                                      |
| 6                 | 1648                                     | Ямпіль приєднався до Могильовського, а згодом Брацлавського полку як ескадронне місто                                                                          |
| 7                 | 1672–1690                                | Ямпіль входив до Брацлавського полку, який перебував під контролем турецької армії                                                                             |
| 8                 | 1690                                     | Ямпіль у складі Брацлавського полку приєднався з часом до Подільського полку Речі Посполитої.                                                                  |
| 9                 | 1710                                     | Ямпіль, який був власністю гетьмана Івана Скоропадського, був проданий князю Олександру Меншикову.                                                             |
| 10                | 1751                                     | Російська імператриця Єлизавета Петрівна подарувала Ямпіль останньому гетьману України Кирилу Розумовському                                                    |
| 11                | Кінець 18 століття                       | Ямпіль придбав шляхтич Домінік Орловський. Згодом він продав Ямпіль київському наміснику Проту Потоцькому                                                      |
| 12                | 1795                                     | Ямпіль став волостю Брацлавської губернії Російської імперії                                                                                                   |
| 13                | 1796                                     | Ямпільську волость приєднано до Подільської губернії Російської імперії                                                                                        |
| 14                | Початок 19 століття                      | Після банкрутства прота Потоцького Ямпіль став власністю Мацея Добжанського                                                                                    |
| 15                | Кінець ХІХ – перша половина ХХ ст.       | Більша частина володінь Ямполя, включно з садибою, належала Фаустину Вітковському                                                                              |
| 16                | З березня 1917 р.                        | Влада переходила з рук в руки: Українська Центральна Рада, Гетьманат, Директорія, радянський уряд                                                              |
| 18 лютого 1918 р. | У місті була встановлена Радянська влада | |
| 18                | 1924                                     | Ямпіль набув статусу селища міського типу у складі Подільської губернії (1924 р. на території Подільської та Одеської губерній було створено Молдавську АРСР). |
| 19                | 27 лютого 1932 р.                        | Селище Ямпіль належало до новоутвореної Вінницької області УРСР                                                                                                |
| 20                | 21 липня 1941                            | Ямпіль був окупований німецько-румунськими військами і згодом належав до так званої Джугастрянської волості.                                                   |
| 21                | 17–29 травня 1944 р.                     | Ямпіль був деокупований радянськими військами |
| 22                | Сьогодення                               | Ямпіль — центр Ямпільського району Вінницької області України.                                                                                                 |